# Jane Boit Patten
Jane Boit Patten (* 8. Juni 1869 in Providence, Rhode Island; † 6. Dezember 1964 in Natick, Massachusetts) war eine US-amerikanische Biologin und Botanikerin. Sie begleitete Harriet Ann Boyd, die erste Frau, die archäologische Grabungen leitete, bei ihrer ersten Grabung.

## Leben
Jane Boit Patten war die Tochter von Joseph Hurlburt Patten und Elizabeth Greene Boit. Sie hatte eine ältere Schwester Eliza und einen jüngeren Bruder William Samuel. Sie studierte Biologie am Smith College in Northampton und betrieb von 1896 bis 1900 am Polytechnikum in Dresden botanische Studien.
Im April 1900 traf sie sich mit Harriet Boyd-Hawes, einer Studienkollegin in Athen, um diese bei Grabungen zu unterstützen und selbst die Flora Kretas zu studieren. Am 10. April fuhren sie mit dem Schiff nach Kreta und besuchten die wichtigsten Ausgrabungen der Insel. Danach begaben sie sich auf Rat von Arthur Evans nach Kavousi, um dort mit Grabungen zu beginnen. Die Grabungen waren erfolgreich und man hatte interessante Funde gemacht. Im darauffolgenden Jahr war Jane Patten in Dresden unabkömmlich, deshalb nahm Blanche Emily Wheeler ihre Stellung bei der Kampagne im Jahre 1901 ein.
Von 1901 bis 1906 arbeitete Jane Patten am Massachusetts Institute of Technology und von 1906 bis 1917 war sie Lehrerin für Biologie und Botanik am Simmons College in Massachusetts. Sie starb 1964 in Natick und wurde in Providence in Rhode Island auf dem North Burial Ground beigesetzt.

## Werke
- Spring Flora of the Kavoúsi Region in Gournia, Vasiliki and other prehistoric cities on the Isthmus of Hierapetra, Crete ; excavations of the Wells-Houston-Cramp expeditions 1901, 1903, 1904, the American exploration Society, Free Museum of science and art, 1908
- Jane Boit Patten, Percy G. Stiles: On the influence of neutral salts upon the rate of salivary digestion. in American Journal of Physiology, Vol. XVII, No. 1, 1. September 1906, S. 26 (online)